# SPARK (第三代J Soul Brothers單曲)
《SPARK》是日本音樂團體第三代J Soul Brothers的第9張單曲。於2013年4月24日由rhythm zone發售。

## 概要
- A面曲《SPARK》為Samantha Thavasa「Samantha Tiara / SAMANTHA SILVA jewellry」電視廣告歌曲。
- 此單曲有2個版本，分別有「CD+DVD」和「CD ONLY」。「CD+DVD」收錄了《SPARK》的Music Video。
- 在5月6日於公信榜单曲週排行榜取得第2位。

## 收錄曲目

### CD
1. SPARK
（作詞：ArikA、作曲：Albi Albertsson / Nanna Larsen / Keith Hamilton、編曲：MUSSASHI）
2. Higher
（作詞：P.O.S.、作曲：SKY BEATZ / ERIK LIDBOM / Jeff Miyahara、編曲：SKY BEATZ）
3. SPARK（Instrumental）
4. Higher（Instrumental）

### DVD
1. SPARK（Music Video）

## 備註
1. ↑  2013年04月のCDシングル月間ランキング
2. ↑  レコチョクアワード月間最優秀楽曲賞4月度
3. ↑  日本レコード協会調べ 2013年4月度ゴールドディスク認定作品

## 外部連結
- 三代目J Soul Brothers from EXILE TRIBE「SPARK -short version-」ミュージック・ビデオ（页面存档备份，存于） - YouTube